# スタートレック:ディープ・スペース・ナイン
『スタートレック:ディープ・スペース・ナイン』（英: Star Trek:Deep Space Nine、略称: DS9）は、アメリカのSFメディア・フランチャイズ『スタートレック』の3作目のテレビドラマシリーズである。

## 概要
「新スタートレック（TNG）」の舞台である24世紀後期に時を同じくした、スピンオフ作品でもある。それまでの『スタートレック』が主に宇宙艦を舞台としていたのに対し、様々な勢力や異星人が訪れる辺境の宇宙ステーション「ディープ・スペース・ナイン」を舞台とするドラマシリーズである。
宇宙ステーションを訪れる異星人同士の交流を軸に、物語が戦争へと進んでいくことから、同時期にアメリカで放送されていたテレビドラマ「バビロン5」と比較されることも多い。シリーズ第一作「宇宙大作戦」がアメリカ西部各地を旅するテレビドラマ「幌馬車隊」をアイデアソースにしていたのに対し、本作では土地を守る物語である「ライフルマン」が元になっている。
本国では1993年から1999年にかけて放送された。日本では1996年から2002年にかけて途中中断をはさみながら放送された。7シーズン全176話。前作『新スタートレック』および次作「スタートレック:ヴォイジャー（VOY）」と放送上と設定上の時期が重なっている。DS9シーズン1はTNGシーズン6と並行して開始し、最終のDS9シーズン7はVOYシーズン5と重なる。
視聴率的には前作のTNGほどは成功しなかったが、TNGとはあらゆる面で対照的な作風や深いストーリーが評価され、多くの賞にノミネートされた。2025年現在でも、米国では極めて高い評価を継続している。
日本ではTNGの時とは違い、東北新社自体がパラマウントと契約を結び、各メディアへ配給した。VOY、エンタープライズ（ENT）も同様のケースとなる。このことにより柔軟な配給となり、まずLDが発売され、次に東北新社所有のスーパーチャンネルで放送され、最後に地上波で放送されるといった今までになかった配給順となった（キー局や準キー局より地方局が先の放送もあった）。日本ではTNGの好評を受けての配給であったため、次第に米国と時差がほとんどない状態での放送となり、米国に追いついたことによる放送中断が後半シーズンに発生した。
2025年現在では、ネット配信のNetflixにて全話が鑑賞できる。
なお、この番組が初出である「可変種」という設定は、後の作品である「スタートレック:ピカード」において重要な役割を担っている。
「What We Left Behind: Looking Back at Star Trek: Deep Space Nine」というDS9に関するドキュメンタリーが2019年に米国で劇場公開された。詳細は後述。

## ストーリー
銀河系アルファ宇宙域の辺境、「聖なる神殿（ベイジョー・ワームホール）」の「預言者」を信仰する「ベイジョー人」は、「カーデシア連合」の侵略を受け、長年占領・支配されていた。反カーデシアのレジスタンス活動と惑星連邦の支援によって占領から解放されたベイジョーは、衛星軌道上に浮かぶカーデシアの鉱石加工宇宙ステーション「テロック・ノール」を管理下に置くことになった。ベイジョー臨時政府の依頼により、惑星連邦はベイジョーとステーションの共同管理を行うこととなり、「ディープ・スペース・ナイン」と命名される。
宇宙ステーションDS9の司令官として惑星連邦宇宙艦隊のベンジャミン・シスコ中佐が赴任するが、シスコ中佐はベイジョーの信仰する聖なる神殿（ワームホール）の預言者から「選ばれし者」という使命を受け、長年のカーデシアによる占領で疲弊したベイジョーとそれを支援する惑星連邦の橋渡しをしていく。またベイジョー・ワームホールは、数万光年離れたガンマ宇宙域へ繋がっていることが判明し、その利権をめぐってカーデシアとの摩擦も激化、さらにシーズン3以降はガンマ宇宙域からの侵略者「ドミニオン」から連邦をはじめとするアルファ宇宙域を守る戦い「ドミニオン戦争」へと発展していく。

## 登場人物
※ 階級、職業は初登場時のもの。演の括弧内は日本語吹き替え。

### レギュラー
- ベンジャミン・シスコ
  - 演 - エイヴリー・ブルックス（玄田哲章）
  - 司令官（中佐）。地球人男性。

- キラ・ネリス
  - 演 - ナナ・ヴィジター（小宮和枝）
  - 副司令官兼連絡将校（ベイジョー国民軍少佐）。ベイジョー人女性。

- オドー
  - 演 - ルネ・オーベルジョノワ（加藤精三）
  - 保安主任（ベイジョー国民軍（階級なし））。流動体生物（可変種）。

- ジャッジア・ダックス（シーズン1-6）
  - 演 - テリー・ファレル（佐藤しのぶ）
  - 科学士官（大尉）。トリル人女性。共生生物ダックスの8番目のホスト。

- ジュリアン・ベシア
  - 演 - アレクサンダー・シディグ（藤原啓治）シーズン1-5、（中村大樹）シーズン6-7
  - 医療主任（中尉）。地球人男性。

- マイルズ・オブライエン
  - 演 - コルム・ミーニイ（辻親八）
  - 技術主任（准尉）。「新スタートレック」キャスト。

- ジェイク・シスコ
  - 演 - シロック・ロフトン（英語版）（浪川大輔、石田彰、鈴木正和）
  - 司令官の息子。

- クワーク
  - 演 - アーミン・シマーマン（稲葉実）
  - バー経営。フェレンギ人男性。ロムの兄。
- ウォーフ（シーズン4-7）
  - 演 - マイケル・ドーン（銀河万丈）
  - 戦術主任（少佐）。クリンゴン人男性。「新スタートレック」キャスト。
- エズリ・ダックス（シーズン7）
  - 演 - ニコール・デ・ボア（石塚理恵）
  - カウンセラー（少尉）トリル人女性。共生生物ダックスの9番目のホスト。

### セミレギュラー
- ロム
  - 演 - マックス・グローデンチック（英語版）（山崎たくみ、田原アルノ）
  - ウェイター。フェレンギ人男性。クワークの弟そしてノーグの父親。

- ノーグ
  - 演 - アーロン・アイゼンバーグ（英語版）（坂口賢一、岩永哲哉、山口勝平、落合弘治）
  - ロムの息子。フェレンギ人男性。宇宙艦隊の最初のフェレンギ人代表。

- デュカット
  - 演 - マーク・アライモ（英語版）（幹本雄之）
  - 元テロック・ノール司令官（カーデシア連合軍ガル）。カーデシア人男性。

- エリム・ガラック
  - 演 - アンドリュー・ロビンソン（大川透）
  - 洋服店経営。カーデシア人男性。
- ケイコ・オブライエン
  - 演 - ロザリンド・チャオ（吉田美保）
  - マイルズ・オブライエンの妻。

## What We Left Behind
2017年、DS9の製作総指揮を務めたアイラ・スティーヴン・ベアはDS9の出演者とスタッフの多くを再集結させ、「What We Left Behind: Looking Back at Star Trek: Deep Space Nine」というタイトルのドキュメンタリー映画を制作したと発表した。2017年2月までにドキュメンタリーは部分的に完成し、完成に必要な残りの資金を得るためにIndiegogoでクラウドファンディングが実施された。このドキュメンタリーの集金は、公開から1日で目標額の約15万ドルを超え、2017年3月までに50万ドル以上を調達した。終了時には63万1000ドル以上が集まった。2019年5月13日、劇場限定版が公開された。約800の劇場で上映され、38万ドル以上の興行収入を記録した。
この作品に対して米国では非常に評価が高い。2025年現在では、YouTube等で視聴できるが、日本では未公開のため英語のみとなる。

## その他
- この番組の最終回がスーパーチャンネルにおいて、日本で最初に放映された時の邦題は「炎の宇宙最終決戦」となる予定であったが、あまりにもセンスが無さ過ぎるというファンの抗議に答える形で直前に「終わりなき始まり」に変更になった。しかし一部の地上波では旧邦題のままで放映された[9][10]。

### 公式
- Star Trek: Deep Space Nine | Star Trek （英語）
- スター・トレック　ディープ・スペース・ナイン｜STAR TREK／スター・トレック 公式サイト｜パラマウント - 日本版公式サイト

### 非公式
- Star Trek: Deep Space Nine - IMDb（英語）
- Star Trek: Deep Space Nine | Memory Alpha | Fandom （英語）
- 各話あらすじ - スーパー!ドラマTV（日本語）